# Miss Helyett (operett)

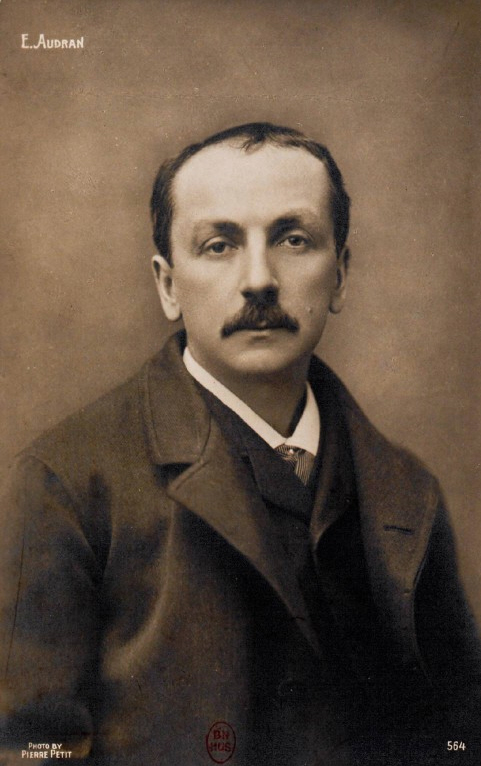
Edmond Audran

Miss Helyett är en operett i tre akter med musik av Edmond Audran och libretto av Maxime Boucheron. Operetten hade premiär på Théâtre des Bouffes-Parisiens i Paris den 12 november 1890. Uppsättningar följde i övriga Europa, Storbritannien, USA och Australien. Den senaste uppsättningen gjorde i Paris 1921, och stycket behöll sin popularitet ute på den franska landsbygden under två decennier, men föll därefter i glömska.

## Historia
Omkring 1890 var Audran en väletablerad kompositör av operetter och opéra comique med 18 helaftonsverk på meritlistan, däribland den väldigt populära Lyckoflickan (1880). Boucheron var också erfaren efter att ha skrivit libretton till Paul Burani, Georges Grisier, André Martinet med flera. Detta var den första av tre operetter som de två männen samarbetade med. Premiären hotades av sjukdom hos primadonnans Biana Duhamel som hade blivit förkyld, men föreställningen blev en succé och spelades 166 gånger första säsongen.

## Personer
- Smithson – M. Montrouge
- Paul – M. Piccaluga
- Puycardas – M. Tauffenberger
- James – M. Jannin
- Bacarel – M. Désiré
- Gandol – M. Wolff

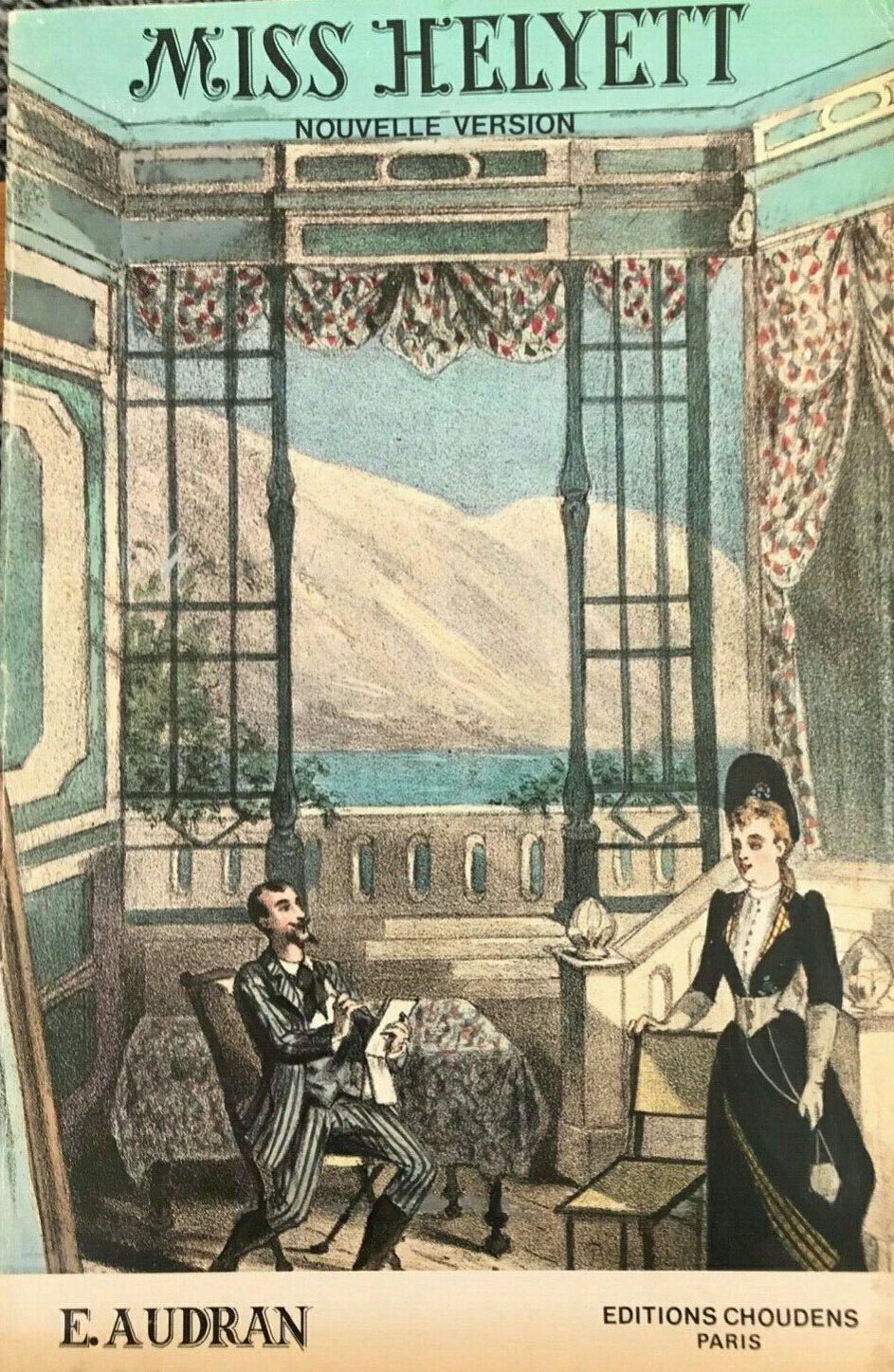
Miss Helyett

- Miss Helyett – Mdlle. Biana Duhamel
- La Senora – Madame Macé-Montrouge
- Manuela – Mdlle. Saint-Laurent
- Norette – Mdlle. Mary Stelly
- Ida – Mdlle. Meryem
- Eva – Mdlle. Suzanne-Nery
- Marguerite – Mdlle. Cora-Bertte
- Rosa – Mdlle. Derieu

Källa: Klaverutdraget.

## Handling
Historien rör sig kring komplikationerna om en enormt rik och puritansk ung kvinna. Efter att ha fallit ned från en klippa räddades hon när hennes kjol fastnade i en gren. När en man närmar sig blir hon förskräckt av att kjolen visar hela underdelen av hennes kropp. Hon gömmer sitt ansikte och ser aldrig ansiktet på mannen som räddar henne. Hon känner sig nu tvungen att finna mannen och gifta sig med honom då han har sett vad endast en äkta make bör se.

## Musiknummer
- At I
  - Förspel
  - Valse et quadrille du Casino
  - Cantique – Helyett, James, Smithson: "Le Maître qui d'en haut"
  - Air – Paul, les coryphées: "Pour peindre une beauté complète"
  - Duetto espagnol – Manuela, Puycardas: "Je vous vis, vous me subjugâtes!"
  - Couplets – Helyett: "Déjà, dans ma plus tendre enfance"
  - Terzetto – Helyett, James, Smithson: "Certes, j'aimerais mieux connaître"
  - Triolets – Paul: "Que ne puis-je la rencontrer"
  - Gavotte et reprise du cantique – Helyett, Smithson: . "Le Maître qui d'en haut"

- Akt II
  - Entr'acte
  - Chanson des petits guides – "Pour grimper aux Pyrénées"
  - Duettino de l'album – Paul, Bacarel: "Ah! le superbe point de vue"
  - Couplets – Helyett: "Avez-vous vu ramper une lionne"
  - Duetto de l'homme de la montagne – James, Helyett: "Oui, je suis, par ma foi"
  - Couplets – Paul, Helyett: "Ce qui donne à toute femme"
  - Terzetto bouffe – La Senora, Puycardas, Manuela: "Reconnaissez en moi la mère"
  - Final II "Ami que l'on me félicite"

- Akt III
  - Entr'acte
  - Ensemble – "Avez-vous vu ce scandale?"
  - Terzetto – Manuela, Helyett, Puycardas: "Ne suis-je pas celle qui t'aime"
  - Duetto – Puycardas, La Senora: "C'en est fait, il faut nous quitter"
  - Duo du portrait – Paul, Helyett: "Pour que votre image adorée"
  - Couplet final – Paul, Bacarel: "Ah! quel public admirable!"

Källa: Klaverutdrag.